# Hypsilurus tenuicephalus
Hypsilurus tenuicephalus är en ödleart som beskrevs av  Ulrich Manthey och DENZER 2006. Hypsilurus tenuicephalus ingår i släktet Hypsilurus och familjen agamer. Inga underarter finns listade i Catalogue of Life.